# MedImmune
MedImmune, LLC war ein US-amerikanisches Unternehmen im Bereich der Biotechnologie und ist inzwischen der globale Forschungs- und Entwicklungszweig für Biologika von AstraZeneca. Es wurde in den 1980er Jahren gegründet und ging 1990 an die Börse. Sein Sitz ist (weiterhin) Gaithersburg, Maryland. 
Das Unternehmen wurde 2007 vom Konzern AstraZeneca für mehr als 15 Milliarden Dollar übernommen.
MedImmune stellt für die amerikanische Regierung einen Impfstoff in Form eines Nasensprays gegen die 2009 als Pandemie auftretende Grippe her. Er wurde am 15. September 2009 unter der Bezeichnung Influenza A (H1N1) 2009 Monovalent Vaccine Live, Intranasal in den USA zugelassen.